# Alessandra Korap

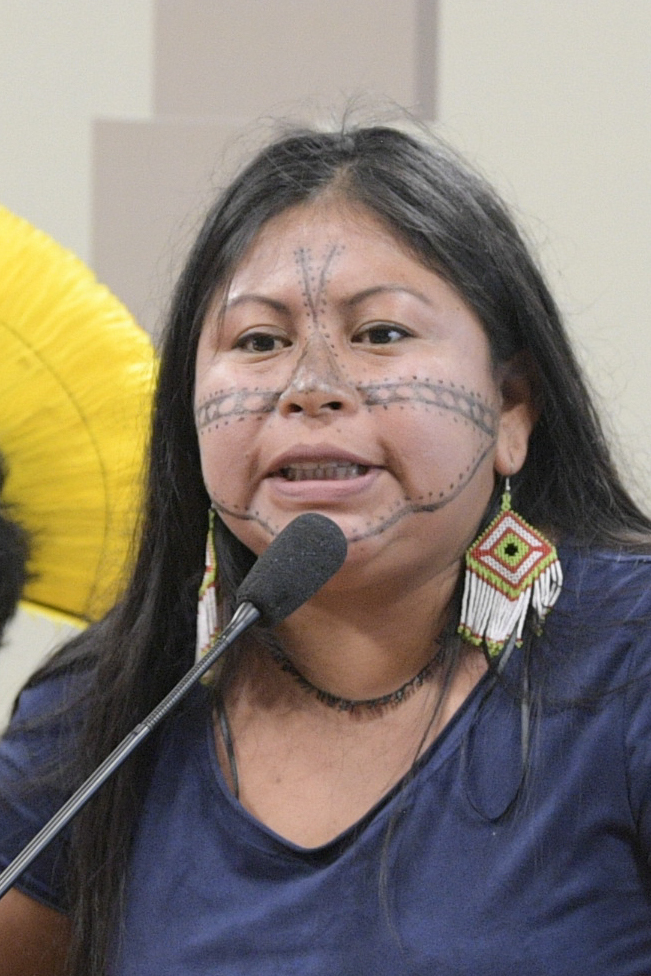
Alessandra Korap Munduruku

Alessandra Korap (geb. 1985 in Munduruku, Pará, Brasilien) ist eine brasilianisch-munduruku indigene Anführerin und Umweltaktivistin aus der Volksgruppe der Munduruku. Sie setzt sich vor allem für die Abgrenzung indigener Territorien ein und prangert die illegale Ausbeutung und die Aktivitäten der Bergbau- und Holzfällerindustrie an. Korap ist international für ihre Arbeit anerkannt. Im Jahr 2020 erhielt sie in den Vereinigten Staaten den Robert F. Kennedy Human Rights Award. Im Jahr 2023 wurde Korap mit dem Goldman-Umweltpreis für Süd- und Mittelamerika ausgezeichnet.

## Karriere
Schon in jungen Jahren interessierte sich Korap für Politik und nahm an Stammesratssitzungen teil, zu einer Zeit, als es nicht üblich war, dass Frauen daran teilnahmen. Mit dem fortschreitenden Eindringen in indigenes Land und dem Verlust ihrer Rechte engagierte sie sich verstärkt im Aktivismus. 2019 zog sie nach Santarém, um an der Bundesuniversität von West-Pará (portugiesisch Universidade Federal do Oeste do Pará, UFOPA) Jura zu studieren, um sich besser auf ihren Aktivismus vorzubereiten.
Sie tat sich als Anwältin für die Interessen der indigenen Völker gegen das Eindringen von Bergleuten in ihr Land hervor. Korap war die erste Frau an der Spitze der Indigenenvereinigung Pariri, in der zehn Dörfer in der Region Middle Tapajós in Pará zusammengeschlossen sind. Eine der von Alessandra angeprangerten Hauptfolgen der Ausbeutung des Mittleren Tapajós für das Leben der Indigenen ist die Auswirkung des Quecksilbers, das bei den Bergbauaktivitäten häufig verwendet wird. Eine von der Fundação Oswaldo Cruz (FIOCRUZ) in Zusammenarbeit mit dem WWF-Brasilien durchgeführte Studie zeigt, dass alle Teilnehmenden der Studie von diesem Schadstoff betroffen sind. Bei sechs von zehn Teilnehmenden lag der Quecksilbergehalt über den sicheren Grenzwerten: Etwa 57,9 % der Teilnehmenden wiesen Quecksilberwerte über 6 µg.g-1 auf – das ist die von den Gesundheitsbehörden festgelegte Höchstgrenze für die Sicherheit.
Im Jahr 2020 erhielt Korap als zweite Brasilianerin den Robert F. Kennedy Human Rights Award und damit internationale Anerkennung. In der Begründung für die Auszeichnung hieß es, dass „Alessandra als Führungspersönlichkeit die Rechte der Indigenen verteidigt, insbesondere im Kampf für die Abgrenzung indigener Gebiete und gegen Großprojekte, die indigenes Land und traditionelle Territorien in der Region Tapajós beeinträchtigen“. John Kerry, der Sondergesandte von US-Präsident Joe Biden, hielt bei dieser Gelegenheit die Eröffnungsrede und sagte:

„Das Volk der Munduruku in Brasilien ist in vielerlei Hinsicht kämpferisch. Sie haben sich aktiv gegen den ständigen, gewalttätigen, illegalen und manchmal staatlich geförderten Druck von Holzfällern und Bergleuten zur Ausbeutung ihres Landes gewehrt. Alessandra, du hast der Macht die Wahrheit gesagt und tust dies auch weiterhin.“

Bei der Entgegennahme des Preises erklärte Alessandra: „Der Preis ist nicht nur für mich, sondern auch für den Kampf des Volkes der Munduruku und anderer Menschen, die um Hilfe bitten, die schreien, aber nicht gehört werden.“ Sie setzt sich auch dafür ein, den Einfluss der Covid-19-Pandemie auf die indigene Bevölkerung zu minimieren.
Korap hat Morddrohungen erhalten und wurde wegen ihres Aktivismus in ihrem Haus überfallen und ausgeraubt. Im Jahr 2019 bat eine Gruppe von Bundesabgeordneten aus Deutschland die brasilianische Regierung, ihr Schutz zu gewähren. Der Überfall auf ihr Haus ereignete sich zehn Tage nach ihrer Reise in die brasilianische Hauptstadt Brasília mit anderen Indigenen, um das Vorgehen des illegalen Bergbaus und der Abholzung anzuprangern und die Kennzeichnung von indigenem Land zu fordern. Nach Angaben der Umweltorganisation Greenpeace hat sich die Entwaldung auf dem Land der Munduruku zwischen 2018 und 2019 versechsfacht. Die deutschen Abgeordneten Eva-Maria Schreiber, Heike Hänsel und Alexander Ulrich unterzeichneten im Dezember 2019 einen Brief an den brasilianischen Präsidenten Jair Bolsonaro und übergaben ihn der brasilianischen Botschaft in Berlin. Darin forderten sie die brasilianischen Behörden auf, die Verantwortlichen für die Untersuchung anzuweisen, eine gründliche Untersuchung einzuleiten. In demselben Brief brachten sie auch ihre Besorgnis über die Lage der Menschenrechtsverteidiger in Brasilien zum Ausdruck und forderten die Regierung auf, „den Schutz dieser legitimen Führungspersönlichkeiten zu einer Priorität zu machen“ und „alles in ihrer Macht Stehende zu tun, um die Arbeit zivilgesellschaftlicher Organisationen zu erleichtern“.

## Auszeichnungen
- 2020: Robert F. Kennedy Human Rights Award, Vereinigte Staaten[19][20][21]
- 2020: taz-Panter-Preis, Berlin[22]
- 2023: Goldman Environmental Prize for South and Central America[23][24]